# Đại Thông, Tây Ninh (Thanh Hải)
Đại Thông(giản thể: 大通回族土族自治县; phồn thể: 大通回族土族自治縣; bính âm: Dàtōng Huízú Tǔzú Zìzhìxiàn, Hán Việt: Đại Thông Hồi tộc Thổ tộc tự trị huyện) là một huyện tự trị dân tộc Hồi, Thổ thuộc địa cấp thị Tây Ninh, tỉnh Thanh Hải, Trung Quốc.

## Địa lý
Huyện tự trị dân tộc Hồi, Thổ – Đại Thông có diện tích là 3.159,70 km², dân số năm 2010 là 435.937 người.

## Hành chính
Huyện tự trị dân tộc Hồi, Thổ – Đại Thông được chia thành 9 trấn: Kiều Đầu (桥头镇), Thành Quan (城关镇), Tháp Nhĩ (塔尔镇), Đồng Giáp (东峡镇), Hoàng Gia Trại (黄家寨镇), Trường Ninh (长宁镇), Cảnh Dương (景阳镇), Đa Lâm (多林镇), Tân Trang (新庄镇) và 11 hương: Thanh Lâm (青林乡), Thanh Sơn (青山乡), Tốn Nhượng (逊让乡), Cấp Nhạc (极乐乡), Thạch Sơn (石山乡), Bảo Khố (宝库乡), Tả Câu (斜沟乡), Lương Giao (良教乡), Hướng Hóa (向化乡), Hoa Lâm (桦林乡), Sóc Bắc.